# 比留科沃 (盧甘斯克州)
47°57′14″N 39°44′41″E / 47.95389°N 39.74472°E

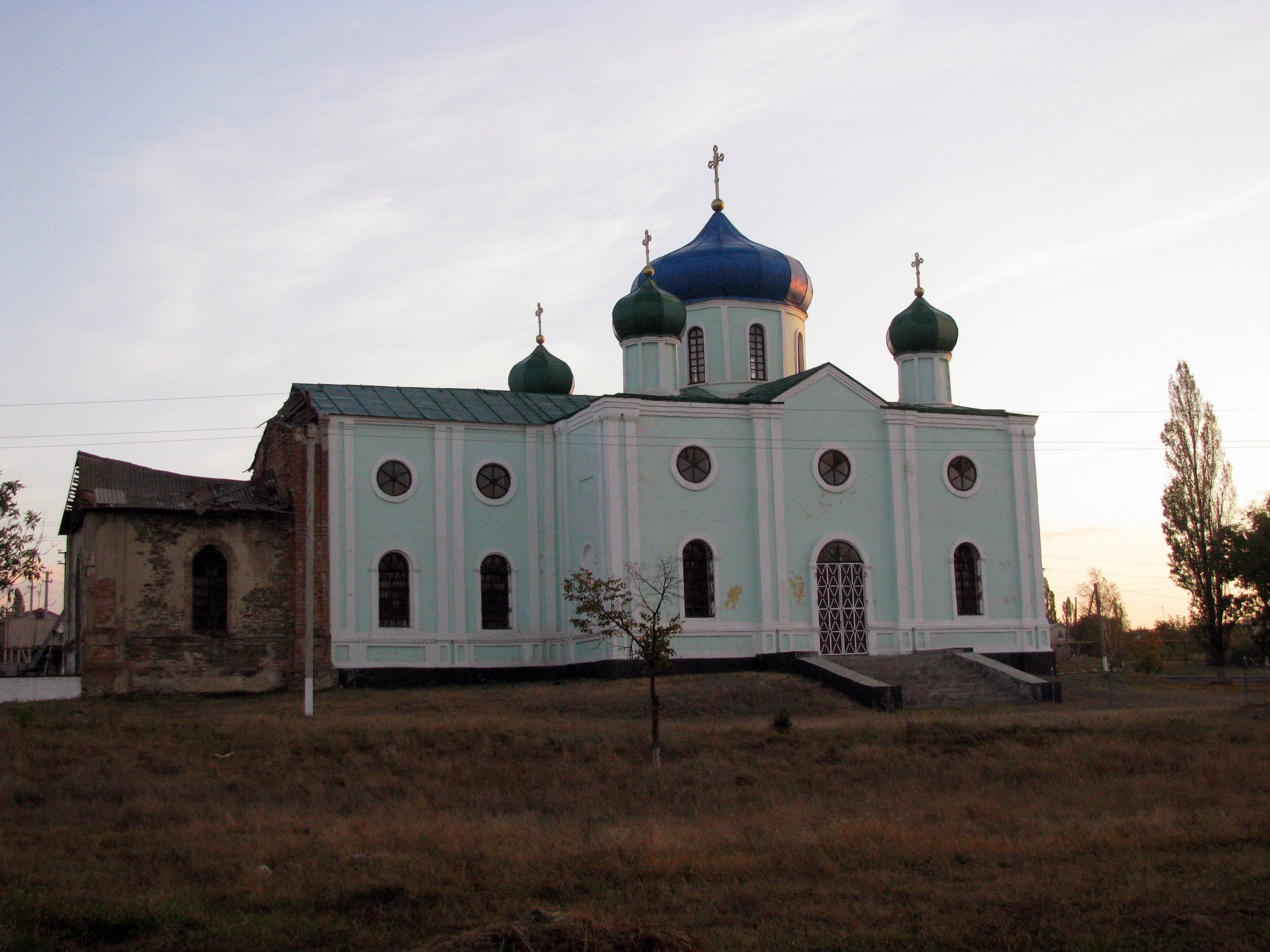
教堂

比留科沃（俄语：Бирюково）或比留科韋（烏克蘭語：Бірюкове），2016年後烏克蘭官方改名為克里尼奇內（烏克蘭語：Криничне），是位於烏克蘭東部的市級鎮，由盧甘斯克州多夫然斯克區的多夫然斯克市鎮負責管轄。該鎮處於昆德留奇亞河畔，始建於1778年，面積96.70平方公里，海拔高度186米，2011年人口4,097，人口密度每平方公里42.37人。
2014年顿巴斯战争后为卢甘斯克人民共和国实际统治。2016年乌克兰最高拉达对此地改名为克里尼奇內，但卢甘斯克人民共和国仍沿用旧称。